# 俏妞報到 (第六季)
《俏妞報到》第六季（英語：New Girl Season 6）由伊莉莎白·梅莉薇瑟開創，在2016年9月20日至2017年4月4日間於FOX首播，全季共22集。故事著眼於年輕人的兩性議題，講述古靈精怪的潔絲，在和尼克、施密特與溫斯頓成為室友後，與閨蜜西西等五人展開探索群集生活之戀愛與職涯成長的生活趣事。
本季於2016年4月12日獲得續訂，並在2017年5月14日續訂最終季第7季。2016年8月8日，FOX於電視評論家協會上宣布本劇將與《荒唐分局》共同製作週二喜劇夜的「一小時交叉特別集」。

## 演員陣容

### 主要演員
- 柔伊·黛絲香奈 飾演 “潔絲”卡·克里斯多佛·戴伊
- 傑克·約翰森 飾演 “尼克”拉斯·米勒
- 麥斯·格林菲爾德 飾演 溫斯頓·施密特
- 雷默恩·莫里斯（英语：Lamorne Morris） 飾演 溫斯頓·畢夏普
- 漢娜·席夢 飾演 “西西”莉雅·帕雷克

### 特別客串
- 安迪·薩姆伯格 飾演 傑克·普拉爾塔
- 安德魯·布瑞格 飾演 雷·霍爾特警監
- 雀兒喜·柏瑞蒂 飾演 吉娜·莉內蒂
- 喬·洛·特魯格里奥 飾演 查爾斯·博伊爾
- 小戴蒙·韋恩斯 飾演 教練
- 梅根·福克斯 飾演 蕾根·盧卡斯

### 常設演員
- 納西姆·帕杜雷德 飾演 艾莉·尼爾森
- 尼爾森·富蘭克林（英语：Nelson Franklin） 飾演 羅比·麥克費林
- 柯蒂斯·阿姆斯壯（英语：Curtis Armstrong） 飾演 艾倫·福斯特
- 吉蓮·薇格曼（英语：Gillian Vigman） 飾演 金姆
- 艾丹·馬耶里 飾演 蕾絲莉·尼爾森
- 川特·蓋瑞特（英语：Trent Garrett） 飾演 多諾凡
- 阿西夫·阿里 飾演 傑若米
- 羅伯特·克雷格海德（英语：Robert Craighead） 飾演 克拉克

## 集數
| 總集數 | 集數 （季） | 標題                             | 導演            | 編劇                              | 首播日期       | 製作 代碼 | 美國收視人數 （百萬） |
| --- | ----------- | -------------------------------- | --------------- | --------------------------------- | -------------- | --------- | --------------------- |
| 117 | 1           | 買屋 House Hunt                  | 柔伊·黛絲香奈   | 拉夫·羅克                         | 2016年9月20日  | 6ATM01    | 2.31                  |
| 潔絲為了忘記尼克而讓自己的生活忙碌起來，與此同時，施密特與西西決定另覓新居，好展開甜蜜的兩人生活。艾莉因接受為期兩個月的FBI訓練計畫而和溫斯頓展開遠距離戀愛，於是溫斯頓負起了照顧艾莉妹妹蕾絲莉的責任，但身為地產經紀人的蕾絲莉卻相當不稱職，因此施密特與西西決定開除蕾絲莉。潔絲決定陪同施密特與西西參觀房子，這讓想要擁有兩人世界的施密特壓抑著怒火，於是西西要潔絲尋求其他方式來忘記尼克。潔絲回到公寓卻遇上從紐奧良歸來的尼克，這使潔絲相當慌張，於是再次前去尋求西西的幫助。施密特與西西打算借貸更多金錢來支付他們喜歡的新居，至於溫斯頓則不想讓艾莉失望反倒成為蕾絲莉的客戶。潔絲最後意識到她必須親自面對情感問題，而艾莉要溫斯頓相信兩人的戀情可以承受得起實話，至於施密特與西西則放棄昂貴新居選擇他們所能負擔的起的房子。 客串：納西姆·帕杜雷德 飾演 艾莉·尼爾森、艾丹·馬耶里 飾演 蕾絲莉、蒂姆·巴格萊 飾演 洛恩 |             |                                  |                 |                                   |                |           |                       |
| 118 | 2           | 選票 Hubbedy Bubby               | 史提夫·威爾區   | 莎拉·泰普史考特                   | 2016年9月27日  | 6ATM02    | 2.03                  |
| 支持民主黨希拉蕊·羅登·柯林頓的潔絲與西西和支持共和黨的施密特相互打賭，因此潔絲和西西必須成功拉到選票。溫斯頓與艾莉的遠距離戀愛進行的相當順利，反觀尼克則開始質疑自己與蕾根的關係。潔絲與西西來到一間大學姐妹會宿舍，而兩人決心要獲得姐妹會所有成員的簽名，然而在她們和姐妹會成員拚酒以取得簽名後，才發現大家都簽了假名，這讓潔絲決定給予這些女生機會教育，讓她們了解女性力量與參政的美德。尼克在溫斯頓的幫助下，嘗試找出維繫他與蕾根關係的方式，並在最後尋得自己最舒適的方法。潔絲和施密特都很希望西西能夠上四年制的大學，但西西並不想要被課程綁住，而希望潔絲和施密特可以支持自己。 客串：納西姆·帕杜雷德 飾演 艾莉·尼爾森、凱特·芙蘭奈瑞 飾演 梅莉·艾倫、喬治雅·海斯 飾演 凱莉 |             |                                  |                 |                                   |                |           |                       |
| 119 | 3           | 單身但滿足 Single and Sufficient | 麥可·舒茲       | 金·羅森史塔克 喬·溫格特           | 2016年10月4日  | 6ATM03    | 2.03                  |
| 施密特、西西、溫斯頓與艾莉籌畫了伴侶露營，而他們邀請潔絲一同前往，於是潔絲邀請她的「單身互助會」同伴們同行，而單身互助會的發起人竟是羅比。尼克新完成的小說受到了大家的認可，但這卻讓他無從下筆，因為他尚未認同自己。久違的溫斯頓與艾莉決定將因分離而未享受到的床事彌補回來，但這卻讓他們精疲力竭。互助會成員布蘭達與阿休的關係進展曖昧，這違背了互助會宗旨，因此潔絲與羅比設法斷開兩人之間的粉紅氛圍，然而，潔絲和羅比的關係卻也耐人尋味。 客串：納西姆·帕杜雷德 飾演 艾莉·尼爾森、尼爾森·富蘭克林 飾演 羅比、柯蒂斯·阿姆斯壯 飾演 福斯特校長、蕾貝卡·里德 飾演 娜蒂雅、貝琪·泰爾 飾演 布蘭達、羅布·楊 飾演 阿休 |             |                                  |                 |                                   |                |           |                       |
| 120 | 4           | 返校同窗會 Homecoming            | 川特·歐當諾     | 麥特·法斯費爾德 艾力克斯·卡思博森 | 2016年10月11日 | 6ATM04    | 1.95                  |
| 潔絲一行人陪同施密特回到紐約參加返校同窗會，而尼克與溫斯頓決定享受紐約的高檔生活，至於施密特則發現原來自己受邀並非是因為自己事業上的成功。為了讓施密特振作，潔絲在西西與露易絲展開婆媳之爭時，自告奮勇前去餐館購買施密特喜愛的湯，但潔絲隨即發現紐約並非一個慢活的友善之地。潔絲決定強硬起來，並鼓勵施密特讓那些曾經欺負自己的同窗好看，就在潔絲準備返回施密特家時，傑克為了追捕嫌犯，而徵用了潔絲駕駛的露易絲的車，但最終仍跟丟嫌犯並撞壞了車子。尼克與溫斯頓因吃了豪華大餐而沒錢搭地鐵前往長島，於是他們決定當街頭藝人好賺取車錢，並遇上了帶著養子的博伊爾。潔絲來到99警區填寫文件，而在霍爾特的提點下，潔絲意識到當初倘若自己沒有提早結束紐約之行，並因此抓到史賓賽劈腿的話，她就不會有往後快樂的生活，因此她要施密特了解那些曾經欺負過他的人，其實也造就了現在成功的他。最後，潔絲放下了對紐約的壞印象，並和大夥們在街頭巧遇教練。 特別客串：安迪·薩姆伯格 飾演 傑克·普拉爾塔、安德魯·布瑞格 飾演 雷·霍爾特警監、雀兒喜·柏瑞蒂 飾演 吉娜·莉內蒂、喬·洛·特魯格里奥 飾演 查爾斯·博伊爾、小戴蒙·韋恩斯 飾演 教練 客串：諾拉·鄧恩 飾演 露易絲、克里斯托弗·達爾加 飾演 、艾樂葛拉·愛德華茲 飾演 瑪麗莎·休倫史坦 註：本集與《荒唐分局》第4季第4集「夜班分局」為一小時交叉特別集！ |             |                                  |                 |                                   |                |           |                       |
| 121 | 5           | 齋浦爾拉維夫 Jaipur Aviv         | 艾琳·歐梅莉     | 柏克里·強森                       | 2016年10月18日 | 6ATM05    | 1.81                  |
| 潔絲一行人開始替施密特與西西裝修他們的新居，而施密特不容許有絲毫的不完美，至於潔絲、尼克與溫斯頓則認為是時候該尋找第四個房客。尼克建議可以找蕾根合租，而潔絲選擇無視自己內心的猶豫，決定支持尼克。在公寓投票會議上，有兩個人投了反對票，而潔絲為了讓尼克的願望成真，猜測投反對票的人為施密特與溫斯頓，並決定和他們談判。西西向施密特提出裝潢的建議，而施密特表面給予西西肯定，但內心卻對此感到不滿。潔絲在和施密特與溫斯頓達成協議後，卻還是有人投反對票，這讓她意識到原來另一個投反對票的人，並非溫斯頓而是西西。在潔絲的追問下，西西坦承此舉是為了保護潔絲，而潔絲向西西表示自己打算以好友的身分支持尼克，並用友情來填補對尼克的愛情的空缺。西西要施密特學會協商，就像他們將新居命名為「齋浦爾拉維夫」一樣（取自印度與以色列的兩座城市齋浦爾及特拉維夫），而不是吞忍或妥協。在第三次公寓會議上，尼克開始感到退卻，並意外的投下了反對票，而潔絲表示不管如何自己都會支持尼克的選擇，同時亦鼓勵尼克能夠更加勇敢。 |             |                                  |                 |                                   |                |           |                       |
| 122 | 6           | 準備 Ready                       | 川特·歐當諾     | 諾亞·加芬柯                       | 2016年11月15日 | 6ATM07    | 1.94                  |
| 潔絲終於準備好重返情場，與此同時，施密特自覺自己似乎體重變重，並為此煩惱，至於西西則被尼克升為酒吧經理。潔絲帶著施密特來到健身房運動，而潔絲嘗試交友卻屢嚐敗果，此時兩人巧遇了羅比，而施密特發現潔絲與羅比之間有著微妙的火花。西西雇用了同樣身為模特兒的多諾凡到酒吧工作，好吸引女顧客，但尼克卻感覺不出多諾凡究竟哪裡迷人，與此同時，因戀愛而散發出自信氛圍的溫斯頓備受女性青睞。施密特說服潔絲主動向羅比出擊，而潔絲與羅比確實相當合拍，但在晚餐約會後，潔絲卻不自主的逃避了羅比的吻。潔絲無法想像與羅比在一起後的未來，而施密特要潔絲勇敢地確認自己的心，於是潔絲在羅比練舉重時吻了羅比，結果兩人卻意外遭到運動器材重擊而受傷。潔絲在吻了羅比之後，確認自己的內心並未有砰然的感覺，但礙於自己又讓羅比二度受傷，潔絲暫時未向羅比表明清楚自己的感情，至於因變胖而開始質疑自己與西西婚姻的施密特，了解到他的胖是幸福的象徵。尼克與溫斯頓發現西西很有擔任模特兒經紀人的風範，因此決定將西西降職，好讓西西有更多時間可以運用，並說服西西擴展新的事業。 客串：尼爾森·富蘭克林 飾演 羅比、川特·蓋瑞特 飾演 多諾凡 |             |                                  |                 |                                   |                |           |                       |
| 123 | 7           | 最後的感恩節 Last Thanksgiving   | 川特·歐當諾     | 祖妮·雷夫科維茲                   | 2016年11月22日 | 6ATM08    | 1.76                  |
| 感恩節到來，蓋文與其女友安以及蕾根將前來拜訪，一心期待的尼克卻得知蕾根因出差而無法前來，至於蓋文則與女友安分手。潔絲不知該如何向羅比表明自己對他的感覺並非愛戀，而原本不克前來的羅比，因受傷而無法搭機，因此他來到了公寓與這班好友們共度佳節，這讓潔絲陷入坦白的掙扎。施密特非常期待能與蓋文共處，但蓋文因情傷而心情低落，因此施密特設法讓蓋文開心起來，好留住蓋文，並與尼克前往安家，企圖說服安能夠再給蓋文一次機會，卻意外得知兩人分手的原因，正是因為蓋文的花心。正療情傷的蓋文打算挽回潔絲，此舉讓羅比相當憤怒，而潔絲也不得不向羅比坦承自己對羅比似乎少了戀愛所需的激情，這使羅比正視了兩人的關係並非他所想。憤怒的施密特責難了蓋文，而羅比得知蓋文對潔絲一無所知，卻還想利用潔絲渡過自己的情傷後，挺身捍衛潔絲，這讓潔絲終於有了微微心動的感覺。最後，施密特了解到他不該強求蓋文成為一個他所渴望的父親，同時亦藉此讓自己成為更成熟的一人，而潔絲也決定追回羅比，並與這班好友們在公寓共度他們最後一次齊聚一堂的感恩節。 客串：尼爾森·富蘭克林 飾演 羅比、艾蜜莉·C·張 飾演 安·金、彼得·葛蘭傑 飾演 蓋文 |             |                                  |                 |                                   |                |           |                       |
| 124 | 8           | 改變自我 James Wonder            | 川特·歐當諾     | 伊森·山德勒 阿德利安·溫納         | 2016年11月29日 | 6ATM06    | 1.75                  |
| 尼克苦惱著該送施密特與西西什麼樣的結婚禮物，而潔絲打算接任珍娜薇芙擔任之榕樹谷學院校長一職，至於溫斯頓則企圖證明自己有臥底的能力。尼克原本買了一台榨汁機欲作為施密特與西西的結婚禮物，但尼克卻不希望自己的禮物受限於禮品清單，因此他決定想出更加特別的禮物。珍娜薇芙將潔絲介紹給握有推薦校長人選大權的家長會會長艾德，然而潔絲卻不受艾德青睞，與此同時，溫斯頓創造了「詹姆斯·旺德」此號人物，並混入榕樹谷學院活動，結果意外成為艾德的好友，更吸引了珍娜薇芙的目光。由於珍娜薇芙不想干預學校政治，因此潔絲在不得已的情況下，決定拜託「詹姆斯」出馬吸引珍娜薇芙，好替自己向艾德說好話，然而在溫斯頓差點搞砸一切前，潔絲及時出現，並決定迎合艾德好獲得升遷機會。尼克在自己的小腿刺上施密特與西西的圖像作為兩人的結婚禮物，這讓施密特與西西不予置評。在家長聚會上，艾德推薦了潔絲作為下一任校長，但潔絲隨後了解到自己並不想迎合家長們的需求，只想專注為學生們著想及負責，同時她也提點家長們不應該害怕給予孩子們挑戰，因為唯有接受挑戰，孩子們才會更加茁壯。 客串：露茜·彭奇 飾演 珍娜薇芙、大衛·霍斯比 飾演 艾德·華納 |             |                                  |                 |                                   |                |           |                       |
| 125 | 9           | Es Good                          | 川特·歐當諾     | 勞勃·羅索爾                       | 2016年12月6日  | 6ATM09    | 1.73                  |
| 潔絲希望和羅比能夠維持開放的關係，而潔絲在得知羅比尚有其他約會對象後，也決定來尋找其他約會對象。新房子裝修不如施密特的意，因此尼克決定替施密特出馬與裝潢工傑森交流，同時，施密特也決定向尼克學習如何壓低姿態。潔絲認識了希臘裔裝修工人斯塔夫羅斯，並決定與之約會，隨後，溫斯頓和西西看得出潔絲和羅比都對彼此約會對象的存在感到在意，結果潔絲還提議和各自的約會對象來場四人約會。溫斯頓和西西隨時待命，他們深信潔絲會搞砸約會並向他們求助，然而這讓兩人意識到他們的生活似乎有點無趣。潔絲發現羅比的約會對象芭布絲比自己想像中的還要美麗，而她亦不了解羅比，同時她和羅比相互試探，企圖讓對方吃醋，這讓潔絲難以忍受而搞砸了一切。施密特在尼克的引導下，學會如何與傑森交流，然而他們卻發現傑森似乎坑了他們，這讓兩人決定想辦法奪回材料，殊不知，其實是尼克和施密特誤會了傑森，而擔任裝修工人的傑森也因壓力過大而潰堤。潔絲正視自己其實是害怕開始一段感情會遭受到的傷害，而最後她也與羅比坦白了對彼此的情感，並嘗試更深入的了解羅比。 客串：尼爾森·富蘭克林 飾演 羅比、喬治·拉科 飾演 斯塔夫羅斯、布萊妮·沙皮 飾演 芭布絲、比利·加德爾 飾演 傑森 |             |                                  |                 |                                   |                |           |                       |
| 126 | 10          | 平安夜前天 Christmas Eve Eve     | 川特·歐當諾     | 蘇菲亞·里爾                       | 2016年12月13日 | 6ATM10    | 1.62                  |
| 在共度萬聖節後，潔絲開始期待聖誕假期的到來，然而室友們卻並無過聖誕節的打算，因此潔絲以匿名聖誕老公公此新交換禮物遊戲來說服這班朋友們。潔絲抽到尼克，並買了一副尼克喜歡的眼鏡作為禮物，殊不知尼克卻早已搶先購入，於是潔絲靈機一動，決定說服蕾根回到洛杉磯，以作為尼克的聖誕節驚喜禮物。施密特未簽收溫斯頓以假名訂購的包裹，在施密特得知那正是溫斯頓打算送給西西的禮物後，和溫斯頓前去攔截送貨車，但卻以失敗告終。溫斯頓決定購買一個豆沙袋作為西西的禮物，但施密特卻阻止了溫斯頓，甚至不相信溫斯頓和西西之間有著他不了解的默契。由於酒吧忽然繁忙，為了讓尼克能夠見到潔絲送她的“禮物”，因此潔絲和西西決定替尼克分擔工作，然而尼克在潔絲的提點下，竟決定前往西雅圖見蕾根，這讓潔絲相當慌張而阻止尼克，使得不解的尼克和潔絲起了小爭執，在潔絲道出實情後，尼克對自己所為感到慚愧。大家都對自己今年的聖誕禮物感到滿意，結果潔絲卻因為疏忽而忘了自己，導致沒人抽到她，這讓大夥們有點過意不去。夜裡，這班朋友們和羅比及蕾根為潔絲籌畫了一個更棒、更好的禮物。 特別客串：梅根·福克斯 飾演 蕾根 客串：尼爾森·富蘭克林 飾演 羅比、達琳·洛芙 飾演 自己、貞恩·維勒皮克 飾演 黛布、伊齊·迪亞茲 飾演 “小精靈”萊瑞、安德魯·傅利曼 飾演 吉歐夫                                                    |             |                                  |                 |                                   |                |           |                       |
| 127 | 11          | 蕾根回來了 Raisin's Back         | 達娜·福克斯     | 艾利葉·格雷澤                     | 2017年1月3日   | 6ATM11    | 2.48                  |
| 蕾根回到洛杉磯再次住進公寓，而尼克試圖給予蕾根空間，深怕蕾根會對這班好友們的熱情給嚇著而退卻。潔絲不希望攙和尼克與蕾根的感情問題，然而她卻意外得知尼克謊稱自己要加班，只為適度地對蕾根抓與放，而蕾根則在和潔絲一同狂歡時，坦承自己在洛杉磯其實有一間秘密公寓。施密特認為自己的音樂品味高過於其他人，這讓溫斯頓與西西決定和施密特打賭，並打算自製一首電子舞曲，來考驗施密特是否能夠分辨出專業的電子舞曲和他們自製的曲目。尼克意外得知蕾根有一間秘密公寓，因此他派潔絲向蕾根了解內情，而潔絲希望尼克與蕾根能夠面對面的親自溝通，但尼克與蕾根的保護色過強，導致兩人不歡而散。施密特果然輸了打賭，但同時也打擊了他對自我品味的自信，這讓純粹覺得有趣的溫斯頓與西西，決定召集大夥讓施密特重拾自信。在潔絲的幫助下，尼克與蕾根向彼此坦承對這段戀情的擔憂，而兩人也在了解對方的用心後，重修舊好。 特別客串：梅根·福克斯 飾演 蕾根 |             |                                  |                 |                                   |                |           |                       |
| 128 | 12          | Cubicle                          | 傑伊·錢德拉薩卡 | 金·羅森史塔克                     | 2017年1月10日  | 6ATM12    | 2.48                  |
| 大夥們在餐桌上隔出了一部分作為西西的辦公桌，然而此時多諾萬卻想轉行當警察，這讓為多諾萬爭取到演出製藥廣告的施密特非常頭疼。潔絲決定替羅比支付醫療費，但羅比卻因醫療費數目龐大而拒絕潔絲的好意，不過潔絲卻非常堅持並為此煩惱。大夥們推薦蕾根欣賞尼克的小說，這讓尼克與蕾根皆感到既尷尬又有壓力。為了昂貴的醫療費，潔絲想方設法地想找出其中的漏洞，卻衍生出一系列法律糾紛問題，而羅比的律師提議羅比告潔絲，但羅比不願這麼做，亦不認為自己受傷是潔絲的錯，這讓潔絲放大解釋至他們的戀情，認為倘若羅比都不願承認這一切是她造成的，他們的戀情也不過是建立在盲目上罷了。在與尼克的談話中，潔絲意識到自己總會在事情漸漸順利時，感到恐慌而鑽牛角尖，而兩人也都知道面對感情問題，只能繼續向前走而不得原地踏步。潔絲和羅比在醫療費事件上做出了有共識的協議，並論及彼此對這段戀情的理想，而蕾根坦承自己並非不喜歡尼克的小說，而是不喜歡看任何一本小說，至於西西則靠自己的力量，成功說服多諾萬回心轉意。最後，施密特在新家為西西打造了她專屬的家庭辦公室，以作為西西的模特兒經紀公司「西西公子」的辦公地點。 特別客串：梅根·福克斯 飾演 蕾根 客串：尼爾森·富蘭克林 飾演 羅比、吉蓮·薇格曼 飾演 金姆、川特·蓋瑞特 飾演 多諾凡、羅伯特·克雷格海德 飾演 克拉克警長                               |             |                                  |                 |                                   |                |           |                       |
| 129 | 13          | 西西公子 Cece's Boys             | 川特·歐當諾     | 喬·溫格特                         | 2017年1月17日  | 6ATM13    | 2.37                  |
| 西西旗下的模特兒不斷被大公司挖角，這讓西西相當苦惱，於是潔絲與蕾根決定幫助西西物色新的模特兒。由於尼克與溫斯頓忘記教練與小梅搬往北卡羅萊納州，這讓施密特開始產生尼克與溫斯頓也將會在他搬走遺忘自己的恐懼，因此他決定找出維繫他們關係的「儀式」。潔絲與蕾根物色模特兒的眼光相當不同，因此兩人決定拆夥挖掘新人，但兩人卻都不斷踢到鐵板。潔絲與蕾根攜手說服迪恩到西西旗下擔任模特兒，這讓潔絲發覺兩人合作的默契，另一方面，施密特等人來到水療中心，打算以此做為維繫三人感情的方式，殊不知此水療套餐包含除毛療程，這讓尼克與溫斯頓相當抗拒。 特別客串：梅根·福克斯 飾演 蕾根 客串：川特·蓋瑞特 飾演 多諾凡、艾文·蕭 飾演 迪恩、約翰-麥可·卡爾頓 飾演 羅根 |             |                                  |                 |                                   |                |           |                       |
| 130 | 14          | 遠足 The Hike                    | 喬許·格林鮑姆   | 莎拉·泰普史考特                   | 2017年1月24日  | 6ATM14    | 2.35                  |
| 潔絲與羅比決定前去遠足，然而兩人卻在途中迷了路。溫斯頓打算邀請艾莉的家人出席派對以給予艾莉驚喜，而施密特與西西決定以他們的新居作為派對地點，然而到場人數卻超乎他們的想像。就在潔絲與羅比因迷路而打算返程時，羅比不小心踩破自己的眼鏡，潔絲則傷及了腳踝，天公亦不作美。艾莉自認自己的大家族不受控，殊不知，她卻先和妹妹蕾絲莉起了掙扎，使得派對陷入一陣尷尬。潔絲和羅比發現彼此擁有相同的親戚，這讓兩人發覺原來他們是遠房表親，使得他們不得不結束這段戀情。艾莉對自己的行為感到丟臉，但溫斯頓卻樂於接受真實的艾莉。 客串：納西姆·帕杜雷德 飾演 艾莉·尼爾森、尼爾森·富蘭克林 飾演 羅比、艾丹·馬耶里 飾演 蕾絲莉、布萊恩·喬治 飾演 納西爾叔叔、慕恩·賈罕 飾演 比爾叔叔 |             |                                  |                 |                                   |                |           |                       |
| 131 | 15          | 膠水 Glue                        | 川特·歐當諾     | 瑪琪塔·J·羅賓森                   | 2017年2月7日   | 6ATM15    | 2.23                  |
| 由於某出版社拒絕替尼克出書，這讓尼克非常沮喪，因此潔絲決定協助蕾根幫助尼克振作。溫斯頓決定展開向艾莉求婚的計畫，因此邀請施密特與西西參與其中，協助他完成計畫，而施密特與西西的任務，就是設法留住艾莉，好讓溫斯頓有充裕時間能夠準備驚喜。蕾根替尼克爭取到在書店直接販售自創小說的機會，同時還會有個朗讀會，這讓尼克既興奮又緊張，而潔絲決定幫忙尼克將他的小說裝訂成冊。艾莉嗅出施密特與西西正為溫斯頓拖延時間，而艾莉在發現溫斯頓策劃了浪漫的海邊野餐後大為感動，不過施密特與西西卻得知原來這只是溫斯頓的求婚二十一步驟裡的第一步而已。潔絲與尼克因裝冊塗膠而飄飄然，隨後，清醒的尼克在朗讀會上臨陣脫逃，在蕾根詢問潔絲意見後，她設法將其轉為自身話語來鼓勵尼克，而尼克最後也終於成功銷出第一本小說。 特別客串：梅根·福克斯 飾演 蕾根 客串：納西姆·帕杜雷德 飾演 艾莉·尼爾森 |             |                                  |                 |                                   |                |           |                       |
| 132 | 16          | 情人節行動 Operation: Bobcat     | 史提夫·威爾區   | 拉馬爾·伍茲                       | 2017年2月14日  | 6ATM16    | 2.13                  |
| 情人節這天，施密特必須上班而無法和西西共度，亦為獲得升職而極盡所能，至於尼克則期待著蕾根會送自己什麼樣的禮物。由於艾莉表明不想過節，因此溫斯頓並未準備任何活動，而了解女人心的潔絲要溫斯頓前去陪伴艾莉。在尼克的提點下，西西決定今年由她主動策畫情人節驚喜，而在她精心的布置後，她打算和施密特在其公司頂樓享受魚水之歡，結果兩人的衣服卻被大風吹走。艾莉意外主動向溫斯頓提出結婚的念頭，一時感到慌張的溫斯頓拒絕了艾莉，隨後，潔絲決定幫助溫斯頓將其求婚二十一步驟縮減至在當日完成，然而溫斯頓因看出潔絲單身的失落而放棄了潔絲參與的求婚計劃。在戈登·拉姆齊的提點下，潔絲意識到自己在情人節這天，被認為是孤單失落的感受是憤怒的，於是她堅決要幫助溫斯頓完成他的求婚行動。最後，尼克收到了蕾根的禮物，即便他不怎麼喜歡該禮物，施密特則成功獲得升職認可，至於溫斯頓則向艾莉求婚成功。 客串：納西姆·帕杜雷德 飾演 艾莉·尼爾森、吉蓮·薇格曼 飾演 金姆、戈登·拉姆齊 飾演 自己、拉韋爾·克勞佛 飾演 崔夫洛、羅伯特·克雷格海德 飾演 克拉克警長 |             |                                  |                 |                                   |                |           |                       |
| 133 | 17          | 修行旅程 Rumspringa              | 喬許·格林鮑姆   | 蘇菲亞·里爾 諾亞·加芬柯           | 2017年2月21日  | 6ATM17    | 2.25                  |
| 潔絲成功當上小學校長，而施密特則正式獲得升職，雖然兩人皆對此感到興奮，但潔絲卻開始恐慌了起來。溫斯頓和朗達著手進行離婚事宜，然而卻因朗達愛惡作劇，使得離婚手續一拖再拖，於是艾莉答應加入朗達的大惡作劇計畫，好獲得正經的離婚文件。尼克看出潔絲的不安後，決定和施密特一同帶著潔絲來趟「輕鬆一日遊」，想藉此拋開潔絲的壓力，殊不知卻弄巧成拙，使得三人被困在酒窖之中，同時還因此引發了施密特的恐慌。潔絲對尼克的好意撒氣，認為身為三十代的他們已不能再像二十代時那樣逃避現實，而尼克則意識到自己似乎還是個長不大的男人，並為此苦惱。最後，朗達雖正式與溫斯頓離婚，但她還是以一貫的惡作劇作收尾，讓溫斯頓與艾莉無法招架，至於潔絲在尼克的提點下，意識到自己因實現了理想而感到不切實際與害怕，現在她要勇敢地走向這趟夢想路的終點，同時，潔絲亦希望尼克可以保有他原來屬於自身的風格。 客串：納西姆·帕杜雷德 飾演 艾莉·尼爾森、索妮瓜·馬丁-葛林 飾演 朗達、喬·戴利 |             |                                  |                 |                                   |                |           |                       |
| 134 | 18          | Young Adult                      | 傑伊·錢德拉薩卡 | 傑森·道赫瑞蒂                     | 2017年2月28日  | 6ATM18    | 2.09                  |
| 因任校長壓力的潔絲、尚在適應升職的施密特、遇到寫作瓶頸的尼克以及準備搬家事宜的西西皆為了爭奪最後一杯咖啡而爭執著。自認因升上校長職位而不再受學生愛戴的潔絲設法與學生們打交道，而她在意外得知女學生是尼克的書迷後，決定拜託尼克作為她與學生們建立友情橋梁的中間人。施密特物色了一個令他滿意的新助理傑若米，然而傑若米就像施密特肚裡的蛔蟲般，總是能夠了解施密特的要求與下一步，這反倒讓施密特感到無法喘息。由於西西即將搬離，這讓溫斯頓與西西互相感到不捨，此時，他們的女鄰居吉爾卻聲稱弗格森是她的貓，這使三人開啟了爭奪弗格森的戰爭。在女學生們得知潔絲與尼克的關係後，雖然潔絲如願和學生們打成一片，但師生間的界線卻越來越模糊，這讓潔絲開始感到困擾，而尼克為了獲取書迷的意見，擅自與女學生們見面，這讓潔絲忍無可忍而大爆發。最後，女學生們因受尼克影響而試著了解潔絲的用心，尼克也因此度過了撰寫續集的瓶頸，而施密特從傑若米身上看見了過去的自己，並決定和傑若米一同在事業上衝刺，至於溫斯頓則做出和吉爾一同扶養弗格森的決定。 客串：阿西夫·阿里 飾演 傑若米、瑪麗·荷蘭 飾演 吉爾、奧莉薇雅·羅德里戈 飾演 泰芮妮雅 |             |                                  |                 |                                   |                |           |                       |
| 135 | 19          | Socalyalcon VI                   | 川特·歐當諾     | 柏克里·強森                       | 2017年3月14日  | 6ATM20    | 1.79                  |
| 施密特與西西終於搬到新家「齋浦爾拉維夫」，然而因傑若米的居家書面報告內容，使他們開始深怕會遭遇入室搶劫，加上好友們總是能夠輕易進入屋內，於是他們決定設法找到緊閉窗門的方法。潔絲在西西的提點下，發現不斷幫助尼克打理生活的她，似乎正在做尼克「女朋友」的工作，同時也發現自己總是介入尼克與蕾根的感情問題，這使她決定就此從中抽離，但面對將她視為與這段情緣緊密相連的尼克與蕾根，讓潔絲難以拒絕兩人熱情的邀約。溫斯頓與艾莉彼此分享對方對自己過往所不知道的黑暗小秘密，但艾莉卻似乎對溫斯頓所有事都瞭若指掌。最後，潔絲在受尼克與蕾根邀請一同前往南加州青年文學博覽會時，無法正視自己內心仍在意尼克的她，中途離席，而尼克則發現自己很需要潔絲的幫助。 特別客串：梅根·福克斯 飾演 蕾根 客串：納西姆·帕杜雷德 飾演 艾莉·尼爾森、柯蒂斯·阿姆斯壯 飾演 福斯特校長、阿西夫·阿里 飾演 傑若米 |             |                                  |                 |                                   |                |           |                       |
| 136 | 20          | 悲劇 Misery                      | 艾琳·歐梅莉     | 拉夫·羅克                         | 2017年3月21日  | 6ATM21    | 1.98                  |
| 潔絲不想面對尼克，而回到位在波特蘭的父親家，並設法找藉口留下。施密特與西西回到公寓，欲參與大家的生活，但大夥們卻已認為他們不是公寓的一員。施密特與西西發現尼克與蕾根都未深入對方的生活後，在他們的推波助瀾下，尼克決定偕同蕾根前往參加其公司聚會，然而尼克卻發現自己非常不了解蕾根，即便他嘴上認同兩人不過問對方生活的相處模式，但內心仍相當掙扎，並試圖聯繫上潔絲，好獲取建議與慰藉。溫斯頓的母親夏嫚將前來拜訪，然而因溫斯頓尚未向夏嫚坦承自己成為了一名警察，更謊稱自己仍在體育電台上班，於是他要艾莉和他一同圓謊。在艾莉與夏嫚相處融洽後，艾莉決定向夏嫚坦承自己的職業，而後得知溫斯頓也是警察的夏嫚，向溫斯頓坦承溫斯頓的父親也曾是一名警察，這才使得她非常保護溫斯頓，但她知道艾莉和溫斯頓會相互照應，因此她也將學著如何去面對自我內心的恐懼。尼克與蕾根陷入爭執，而尼克也坦承了自己口是心非的心聲，即便如此，他仍鼓勵蕾根追尋其夢想職位，至於蕾根也決定試著安撫尼克不安的心情。最後，潔絲向鮑伯坦承自己不想回到加州的原因，而身為父親的鮑伯也決定做潔絲的避風港。 特別客串：梅根·福克斯 飾演 蕾根 客串：納西姆·帕杜雷德 飾演 艾莉·尼爾森、安娜·瑪麗亞·霍斯福德 飾演 夏嫚、彼德·波堤 飾演 傑克、羅伯·萊納 飾演 鮑伯·戴伊                                                  |             |                                  |                 |                                   |                |           |                       |
| 137 | 21          | San Diego                        | 川特·歐當諾     | 大衛·菲尼 勞勃·羅索爾             | 2017年3月28日  | 6ATM22    | 2.16                  |
| 施密特為了事業而決定讓自己的名字重見天日，而他的名字即為「溫斯頓」，這讓他與溫斯頓又再次陷入誰該使用「溫斯頓」此名的紛爭之中。鮑伯坦承自己其實已和艾希莉離婚，而不忍鮑伯孤獨的潔絲，決定撮合鮑伯與女服務員波希拉。尼克打算和蕾根分手，於是他向艾莉求救，卻仍不敢行動，更意外和蕾根安排了一趟突如其來的聖地牙哥之旅。尼克在前往聖地牙哥的火車上中途下車落跑，而即便此舉確定了兩人將走向分手，但在艾莉的提點下，尼克知道這段感情不值得這樣的結局。尼克與蕾根最終坦然地面對在這段關係中，彼此對愛的需求之差距，也和平地告別了彼此，與此同時，欲聯繫上潔絲以尋求慰藉的尼克，在和鮑伯通話時，讓鮑伯獲得了解決潔絲情傷的答案。溫斯頓決定將名字讓給施密特，並改稱畢氏，但不習慣的施密特與西西卻反悔，導致「溫斯頓」紛亂持續上演。鮑伯告知潔絲有關尼克與蕾根已分手的事，並表示或許尼克根本未意識到自己其實仍對潔絲有感覺，而潔絲也決定回到加州，勇敢地面對尼克。 特別客串：梅根·福克斯 飾演 蕾根 客串：納西姆·帕杜雷德 飾演 艾莉·尼爾森、史提夫·阿吉 飾演 流浪戴夫、唐娜·佩斯考 飾演 波希拉、邁克爾·納頓 飾演 商人、羅伯·萊納 飾演 鮑伯·戴伊 |             |                                  |                 |                                   |                |           |                       |
| 138 | 22          | Five Stars for Beezus            | 艾琳·歐梅莉     | 伊莉莎白·梅莉薇瑟                 | 2017年4月4日   | 6ATM19    | 2.00                  |
| 潔絲打算在尼克的朗讀會上向他告白，但在聽見尼克認為其小說中投射的他和自己不會修成正果後，對此感到沮喪而再度躲藏，並決定搬回波特蘭。艾莉找到了溫斯頓的父親，並獲得溫斯頓父親的電話號碼，這讓溫斯頓非常猶豫是否該聯繫生父。在施密特的提點下，尼克意識到潔絲對自己別具的意義，施密特亦向尼克坦承潔絲打算搬出公寓，欲推使尼克有所行動。潔絲從莎蒂那得知西西懷有身孕，但溫斯頓卻不小心告訴了施密特，破壞了這個驚喜，不過不減激動情緒的施密特，決定親口向西西宣布此喜事。溫斯頓決定鼓起勇氣聯絡父親，希望藉此能帶給潔絲勇氣，而潔絲起先選擇逃避，最後還是折返欲向尼克坦白。潔絲和尼克不斷在公寓大樓錯過彼此，但最終還是在電梯裡遇上對方，並擁吻彼此。 客串：納西姆·帕杜雷德 飾演 艾莉·尼爾森、布萊恩·赫斯基 飾演 梅爾·史翠普、瓊恩·黛安·拉斐爾 飾演 莎蒂、佛萊德·維拉德 飾演 比澤茲 |             |                                  |                 |                                   |                |           |                       |

## 收視率
| 總集數 | 集數 | 標題             | 播出日期       | 收視／份額 （18–49歲） | 收視 （百萬） | DVR （18–49歲） | DVR收視 （百萬） | 加總 （18–49歲） | 總收視 （百萬） |
| ------ | ---- | ---------------- | -------------- | ---------------------- | ------------- | --------------- | ---------------- | ---------------- | --------------- |
| 117    | 1    | 買屋（House Hunt）         | 2016年9月20日  | 1.2/4                  | 2.31          | TBD             | 1.16             | TBD              | 3.48            |
| 118    | 2    | 選票（Hubbedy Bubby）         | 2016年9月27日  | 1.0/4                  | 2.03          | 0.8             | 1.27             | 1.8              | 3.29            |
| 119    | 3    | 單身但滿足（Single and Sufficient）   | 2016年10月4日  | 1.0/4                  | 2.03          | 0.7             | 1.06             | 1.7              | 3.09            |
| 120    | 4    | 返校同窗會（Homecoming）   | 2016年10月11日 | 0.9/3                  | 1.95          | 0.8             | 1.21             | 1.7              | 3.17            |
| 121    | 5    | 齋浦爾拉維夫（Jaipur Aviv） | 2016年10月18日 | 0.9/3                  | 1.81          | 0.7             | 1.16             | 1.6              | 2.97            |
| 122    | 6    | 準備（Ready）         | 2016年11月15日 | 1.0/3                  | 1.94          | 0.7             | 1.19             | 1.7              | 3.12            |
| 123    | 7    | 最後的感恩節（Last Thanksgiving） | 2016年11月22日 | 0.8/3                  | 1.76          | 0.8             | 1.21             | 1.6              | 2.96            |
| 124    | 8    | 改變自我（James Wonder）     | 2016年11月29日 | 0.8/3                  | 1.75          | 0.8             | 1.13             | 1.6              | 2.88            |
| 125    | 9    | 還好嗎（Es Good）       | 2016年12月6日  | 0.8/3                  | 1.73          | 0.7             | 1.08             | 1.5              | 2.81            |
| 126    | 10   | 平安夜前天（Christmas Eve Eve）   | 2016年12月13日 | 0.8/3                  | 1.62          | 0.7             | 1.14             | 1.5              | 2.77            |
| 127    | 11   | 蕾根回來了（Raisin's Back）   | 2017年1月3日   | 1.1/4                  | 2.48          | 0.6             | 1.07             | 1.7              | 3.55            |
| 128    | 12   | （）             | 2017年1月10日  | 1.1/4                  | 2.48          | 0.6             | 1.04             | 1.7              | 3.52            |
| 129    | 13   | 西西公子（Cece's Boys）     | 2017年1月17日  | 1.0/4                  | 2.37          | 0.7             | 1.03             | 1.7              | 3.40            |
| 130    | 14   | 遠足（The Hike）         | 2017年1月24日  | 0.9/3                  | 2.35          | 0.7             | TBD              | 1.6              | TBD             |
| 131    | 15   | 膠水（Glue）         | 2017年2月7日   | 0.9/3                  | 2.23          | 0.7             | TBD              | 1.6              | TBD             |
| 132    | 16   | 情人節行動（Operation: Bobcat）   | 2017年2月14日  | 0.9/3                  | 2.13          | TBD             | TBD              | TBD              | TBD             |
| 133    | 17   | 修行旅程（Rumspringa）     | 2017年2月21日  | 1.0/4                  | 2.25          | TBD             | TBD              | TBD              | TBD             |
| 134    | 18   | （）             | 2017年2月28日  | 0.9/3                  | 2.09          | TBD             | TBD              | TBD              | TBD             |
| 135    | 19   | （）             | 2017年3月14日  | 0.8/3                  | 1.79          | 0.6             | 1.04             | 1.4              | 2.82            |
| 136    | 20   | 悲劇（Misery）         | 2017年3月21日  | 0.8/3                  | 1.98          | 0.7             | 1.01             | 1.5              | 2.99            |
| 137    | 21   | （）             | 2017年3月28日  | 0.9/3                  | 2.16          | 0.6             | TBD              | 1.5              | TBD             |
| 138    | 22   | （）             | 2017年4月4日   | 0.9/4                  | 2.00          | 0.6             | 0.98             | 1.5              | 2.98            |
| 平均   | 平均 | 平均             | 平均           | 0.9                    | 2.06          | 0.7             | 1.09             | 1.6              | 3.15            |

## 獎項
| 年度 | 大獎         | 獎項                                       | 入圍者                       | 結果 |
| ---- | ------------ | ------------------------------------------ | ---------------------------- | ---- |
| 2017 | 人民選擇獎   | 最喜愛公共電視網喜劇類影集獎               | 最喜愛公共電視網喜劇類影集獎 | 提名 |
| 2017 | 人民選擇獎   | 最喜愛喜劇類電視女演員獎                   | 柔伊·黛絲香奈                | 提名 |
| 2017 | 青年藝術家獎 | 影集類最佳演出獎－客串青年女演員           | 克蘿伊·諾埃爾                | 提名 |
| 2017 | 青年演藝人獎 | 最佳客串青年女演員獎－電視影集（13－15歲） | 克蘿伊·諾埃爾                | 提名 |

## 外部連結
- 官方网站（英文）
- 《《俏妞報到》》各集列表 来自互联网电影数据库